# Экуменополис

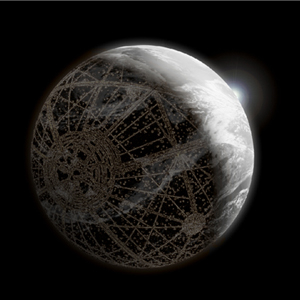
Планета Трантор, вымышленный экуменополис из Галактической империи Айзека Азимова.

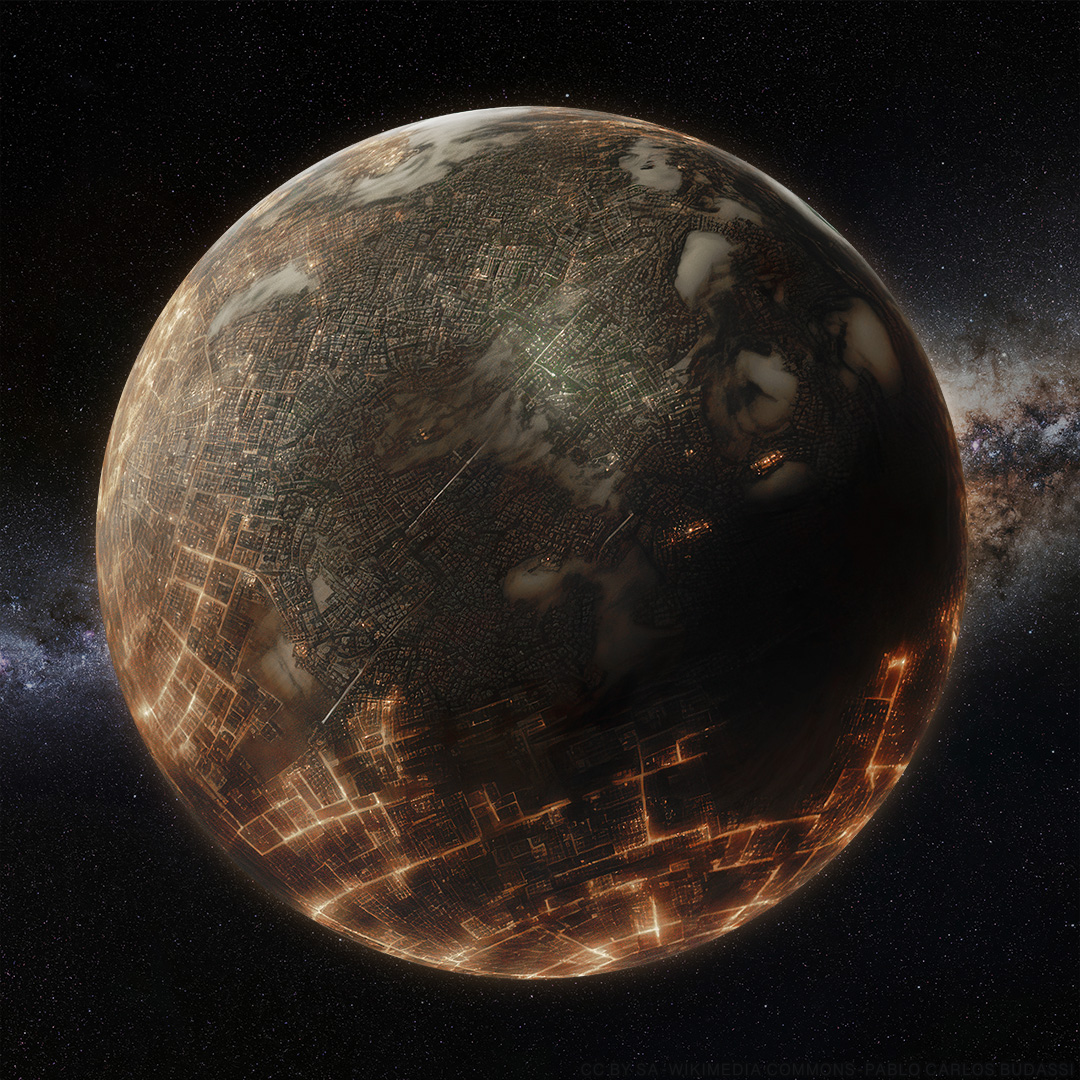
Экуменополис в представлении художника

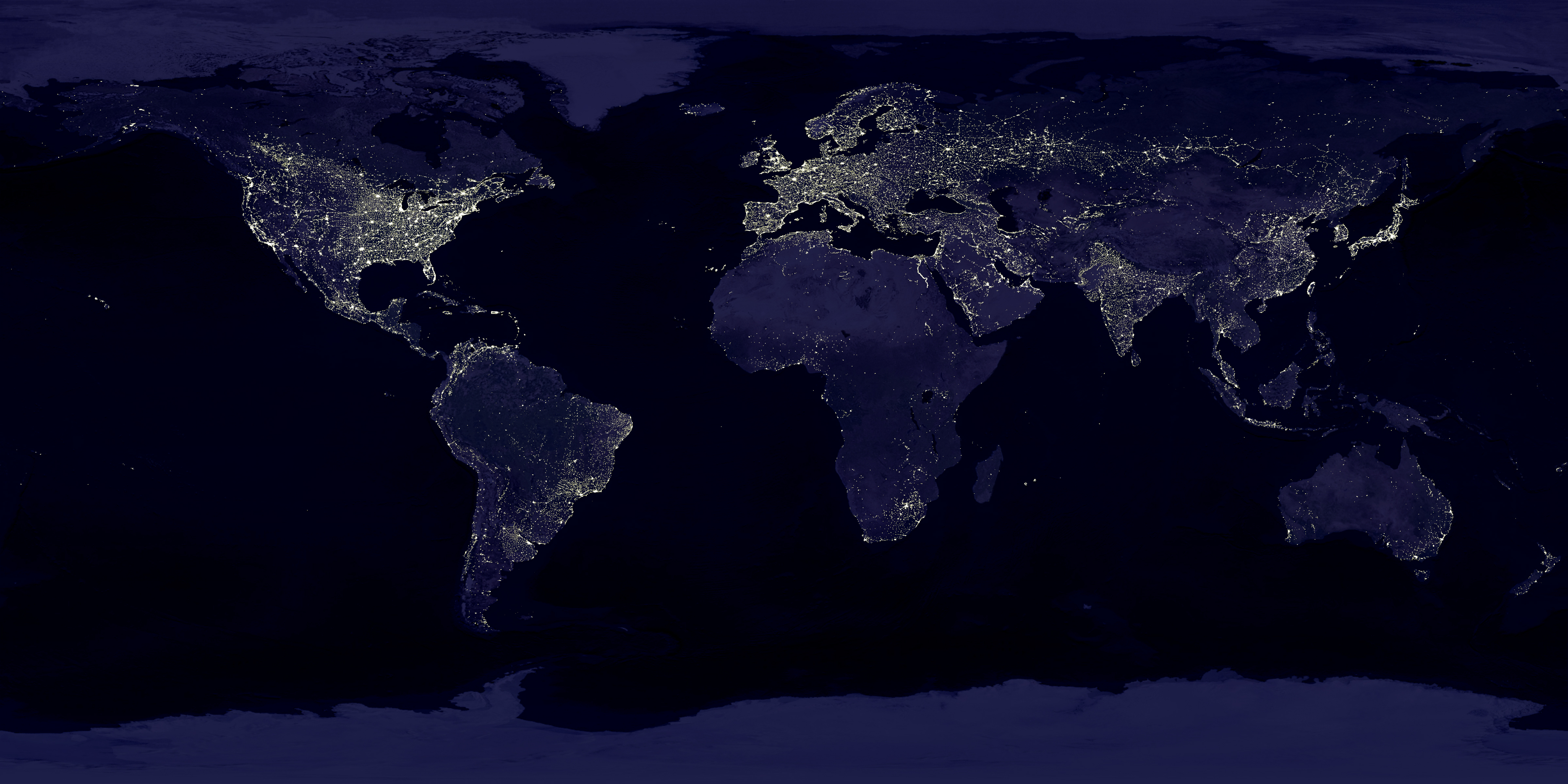
Скопления городов (на спутниковом снимке ночью)

Экуменополис (греч. οἰκουμένη — Вселенная, обитаемый мир и πόλις — город), редко ойкуменополис — сверхагломерация или глобальная агломерация, образующая сплошную сеть расселения на поверхности Земли или другой обитаемой планеты.
Термин введен в 1968 г. греческим архитектором К. Доксиадисом (1913—1975 гг.) в работе «Экуменополис 2100 года», предполагавшим развитие этого непрерывного «планетарного города» преимущественно вдоль побережья мирового океана. Доксиадис оставлял зоны естественной природы на 34 млн км² в качестве заповедных территорий. Аграрные зоны типа механизированных фабрик по его идее займут 45 % суши. Наконец, на городские территории отводится 5%, то есть 3 млн км², обитаемой суши для создания всемирного города. По мысли автора, Экуменополис знаменует собой конечную стадию процесса урбанизации на планете.